# Дом-комбинат НКВД (Серебренниковская улица, 23)
Жилой дом-комбинат НКВД — конструктивистское здание, построенное в 1930-х годах по проекту Б. А. Гордеева, И. Т. Воронова, С. П. Тургенева для работников НКВД. Расположен в Центральном районе Новосибирска. Памятник архитектуры регионального значения.

## История
В начале 1930-х годов на территории Советского Союза возводились так называемые «городки чекистов». В Новосибирске Борис Гордеев и объединившаяся вокруг него группа архитекторов спроектировали для сотрудников ОГПУ (в кварталах между Серебренниковской и Красным проспектом) комплекс зданий, среди которых также были 2 дома-комбината — дом по Серебренниковской улице № 23 и расположенный напротив него дом-комбинат по улице Серебренниковской № 16.

## Описание
П-образное здание находится в квартале между улицами Коммунистической, Свердлова и Серебренниковской, его образуют 3 разноэтажных объёма: северная часть здания — 5 этажей, южная — 6, средняя — 7.
Объёмно-планировочное решение состоит из магазина, столовой и пяти жилых секций.
Объёмы здания образуют курдонёр, обращённый к Серебренниковской улице и соединённый с внутриквартальным пространством пешеходной аркой.
Центральный объём выделяет выступающий первый этаж, боковые фасады подчёркнуты угловыми балконами, которые имеют сплошные ограждения.
Претерпела изменения планировка отдельных квартир и общественных помещений. Со стороны дворового фасада находятся входы в жилые помещения, со стороны улиц Свердлова и Серебренниковской — в общественные.
В художественном плане дом-комбинат можно отнести к так называемому «обогащённому конструктивизму»: при строгом функциональном разделении на отдельные блоки в оформлении здания всё же присутствуют декоративные элементы.